# Liste des maires de Laborde

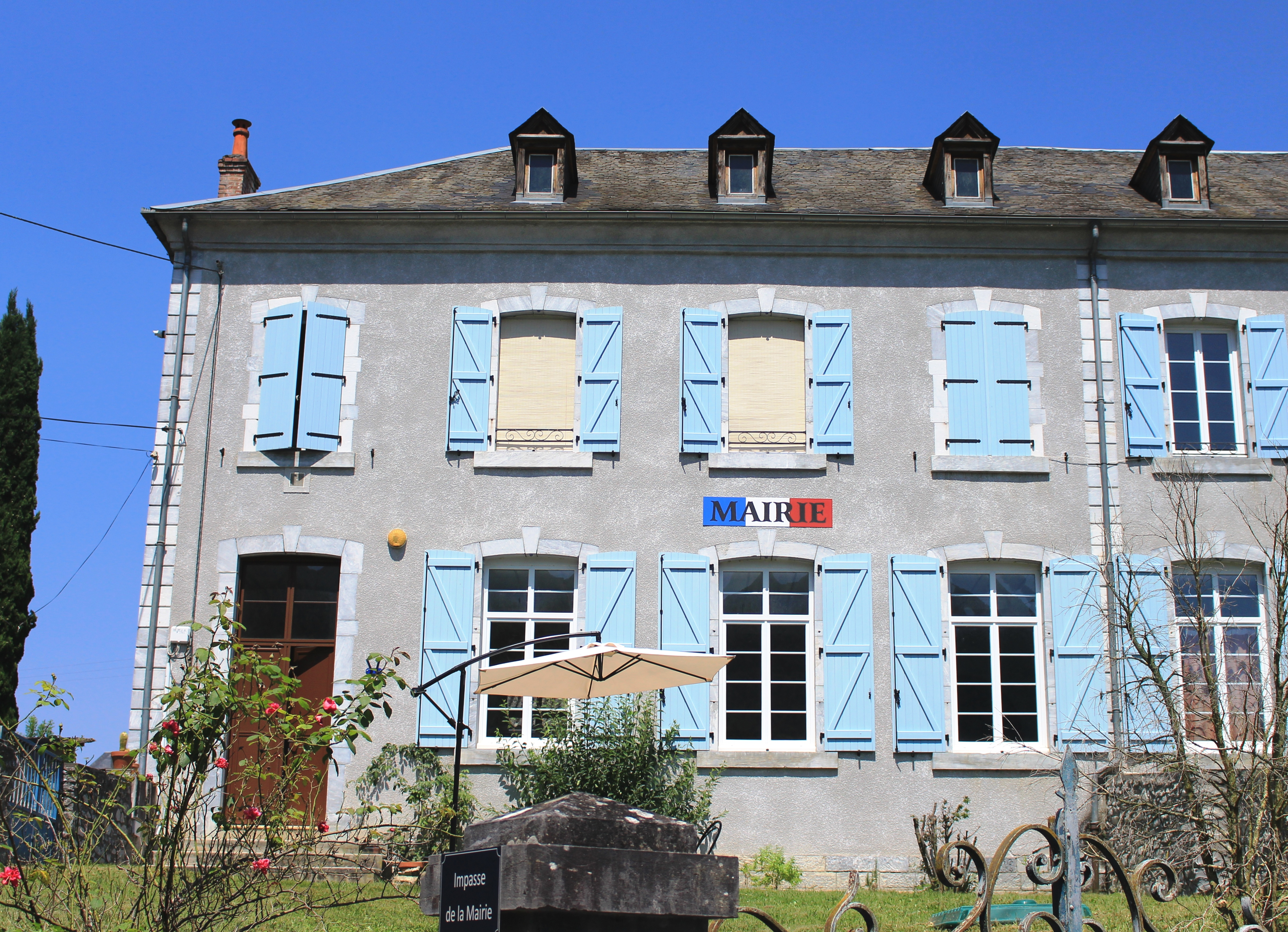
La mairie en 2020.

## Liste des maires
| Période                                  | Période  | Identité                  | Étiquette | Qualité  |
| ---------------------------------------- | -------- | ------------------------- | --------- | -------- |
| Les données manquantes sont à compléter. |          |                           |           |          |
| 1908                                     | 1919     | Paul Lafforgue            |           |          |
| 1919                                     | 1925     | Jean Claverie             |           |          |
| 1925                                     | 1947     | Jules Duplan              |           |          |
| 1947                                     | 1965     | Jean Pailhé               |           |          |
| 1965                                     | 1971     | Pierre Gaidon             |           |          |
| mars 1971                                | 1995     | André Duplan              |           |          |
| mars 1995                                | 2020     | Hélène Duthu              |           | Ėleveuse |
| mars 2020                                | En cours | Geneviève Pflimlin (1949) |           |          |